# ČSD-Baureihe 470
Als ČSD-Baureihe 470 (als EM 496.0 geplant) bezeichneten die einstigen Tschechoslowakischen Staatsbahnen (ČSD) zwei Prototypen elektrischer Doppelstock-Triebzüge für den S-Bahn-ähnlichen Prager Vorortverkehr. Sie sollten die Einheiten der überalterten Reihe 451/452 ersetzen.

## Geschichte
In der Tschechoslowakei zeichnete sich in den 1980er Jahren ab, dass die niederflurigen Triebzüge der Reihe EM 475.1 überaltert waren und ein Nachfolger benötigt würde. Zuvor entwickelte die Eisenbahnindustrie die Reihe EM 488.0 (Prototyp 1971, gebaut bis 1978), die wegen der hohen Einstiege für den Prager Verkehr als ungeeignet gesehen wurde. Ebenfalls war die elektrische Ausrüstung nicht mehr zeitgemäß. Obwohl die Eisenbahnindustrie im Land in den Folgejahren eine moderne Ausrüstung entwickelt hatte, wurde diese mangels der Beauftragung mit Neufahrzeugen nicht weiterverfolgt. Aufgrund der Planwirtschaft wurden die Produktionskapazitäten für Exportaufträge in die Sowjetunion genutzt. Die Regierung überlegte eine Wiederaufnahme der Produktion der Baureihe EM 475.1, wandte sich jedoch von dieser Idee ab. Die Neufahrzeuge sollten sparsamer im Energieverbrauch sein. In Polen wurde angefragt, ob die dortige Industrie für die Tschechoslowakei produzieren könne. Dies wäre für Polen kein Problem gewesen, wenn die Tschechoslowakei entsprechende Komponenten hätte liefern können, darunter auch die elektrische Ausrüstung – was aber absolut nicht möglich war.
Die Regierung beschloss 1982 als sogenannte Staatsaufgabe die Entwicklung und Bau neuer Züge im eigenen Land. In der Folge wurden unterschiedliche Varianten konzipiert, welche von der Industrie jedoch abgelehnt wurden. Ein weiterer Vorschlag sah den Einsatz von Wendezügen – fallweise mit zwei Steuerwagen und der Lokomotive in Zugmitte – vor, um auf bewährte, aber doch modernere Technologien der Lokomotiven der Reihe E 499.3 zurückgreifen zu können.
Beschlossen wurde 1985 seitens der Regierung der Bau von Triebzügen mit einstöckigen Triebwagen und mehreren Doppelstockmittelwagen. Da in der Tschechoslowakei bis dahin keine entsprechenden Wagen entwickelt worden waren, wurde hierauf besondere Aufmerksamkeit gelegt. 1990 sollte die Entwicklung abgeschlossen sein. Bereits 1986 entstand ein Doppelstockwagen, der sich verschiedener Wagenkastenbaumethoden bediente. Auch die Drehgestelle waren eine Neukonstruktion. Da Zulieferbetriebe auf die Produktion noch nicht vorbereitet waren, verspätete sich die Fertigstellung der Prototypen.
Die beiden Prototypzüge der Baureihe wurden im Jahr 1991 von Moravskoslezská vagonka in Studénka gebaut. Konzeptionell basierten sie auf der einstöckigen Vorgängerbaureihe EM 488.0 (460). Durch eine eingesetzte Kommission aus der Eisenbahnindustrie wurden diverse Unzulänglichkeiten festgestellt, welche in der Serie verbessert werden sollten und teilweise schon bei den Prototypen umgesetzt wurden. Noch 1992 wurde mit der Fertigung von 60 Triebzügen ab 1994 gerechnet. Bereits davor empfahl die Kommission aber die Umstellung auf modernere, nun verfügbare Technologien wie Asynchronmotoren mit höherer Leistung.
Mit der Aufspaltung der Tschechoslowakei in die selbständigen Staaten Tschechien und Slowakei am 1. Januar 1993 verblieben die beiden gebauten Triebzüge bei den České dráhy (ČD). Eine Serienbeschaffung der Bauart unterblieb, da die ČD von den Fahrzeugen nicht überzeugt waren und durch die Öffnung der Märkte entsprechende zeitgemäße Technologien verfügbar waren. Daneben wollten die ČD kein Geld für veraltete Züge aufwenden, zumal sich zusätzlich finanzielle Engpässe abzeichneten. In den 1990er Jahren wurde  mit der Reihe 471 eine entsprechende moderne Nachfolgebauart entwickelt, die seit 2001 für die ČD in Serie gebaut wurde. Im Gegensatz zur Reihe 470 sind diese Züge jedoch nur dreiteilig, aber durchgängig doppelstöckig ausgeführt.
Die beiden gebauten Triebzüge Baureihe 470 erwiesen sich als nicht ausgereifte Prototypen. Es zeigten sich vermehrt schlechte Fahreigenschaften auf den Gleisen. Die Traktionsleistung war für die schweren Einheiten zu gering, und auch die Bremsausrüstung erwies sich als unterdimensioniert. Die Triebwagen der ČSD-Baureihe EM 475.1, die die Einheiten der Reihe 470 ablösen sollten, galten trotz ihrer veralteten Steuerung als zuverlässig und überlebten sie im Planbetrieb um fast zehn Jahre.

## Technische Merkmale
Eine Einheit bestand aus zwei einstöckigen, einzeln betriebsfähigen Triebwagen, die bei beiden Prototypeinheiten mit drei doppelstöckigen Mittelwagen der Reihe 870 verkehrten. Die einzelnen Wagen wurden mit Regelschraubenkupplungen verbunden, auch die Führerstandsenden waren mit Seitenpuffern und Schraubenkupplung ausgerüstet. Die Wagen liefen auf zweiachsigen, zweistufig gefederten Drehgestellen. Die Primärfederung bestand aus Schraubenfedern, die Sekundärfederung aus Luftfederbälgen. Die mechanische Bremsausrüstung bestand bei den Triebwagen aus Klotz-, bei den Mittelwagen aus Scheibenbremsen.
Die Einstiege lagen nach dem Vorbild der Triebzüge der Reihe EM 475.1 und der Görlitzer Doppelstockeinzelwagen zwischen den Drehgestellen im Unterstock. Damit ergaben sich bei einer Bahnsteighöhe von 550 mm stufenlose Einstiege. Die Einstiegstüren waren zweiflügelige, im geschlossenen Zustand außenwandbündige Schwenkschiebetüren. Über den Drehgestellen waren die Wagen einstöckig, die Wagenübergänge entsprachen der Regelbauart. An beiden Wagenenden der Triebwagen gab es Räume für die Traktionsausrüstung. Ein Einholmstromabnehmer befand sich auf jedem Triebwagen über dem Drehgestell am Übergangsende. Die Wagen waren nicht klimatisiert, die Fenster im Unter- und Mittelstock waren Übersetzfenster.

## Einsatz
Die beiden Triebzüge kamen seit ihrer Indienststellung im Prager Schnellbahnverkehr (heute Esko Prag) zum Einsatz. Bevorzugt bedienten sie die Strecke Praha–Kolín–Pardubice. Der letzte noch einsatzfähige Triebzug 470 003/004 verkehrte bis Oktober 2009 auf der Linie S7 Praha hl. n.–Beroun.